# Formation de Girkin
La formation de Girkin est une formation géologique datant du Mississippien, première sous-période du Carbonifère et située dans l'escarpement de Chester, dans le centre du Kentucky aux États-Unis. On la retrouve également dans le parc national de Mammoth Cave où elle repose au-dessus de la couche du calcaire de Sainte Geneviève et du calcaire de Saint Louis et en dessous du grès de Big Clifty.